# ستروين فيزا
ستروين فيزا هي سيارة صغيرة من صناعة سيتروين أنتجت في 1978 وتوقف إنتاجها في 1988.